# Northeastern Huskies
A Northeastern Huskies az Északkeleti Egyetem sportcsapatait összefogó, a National Collegiate Athletic Association I-es divíziójában, a Colonial Athletic Association és a Hockey East tagjaként játszó sportegyesület. Csapatindulójuk az egyetem egykori diákja, Charles A. Pethybridge által szerzett All Hail, Northeastern.
Jelentősebb létesítményeik a Matthews Aréna, valamint a Reggie Lewis Futópálya és Atlétikai Centrum. Kabalájuk a szibériai husky alakját öltő Paws.

## Versenysportok

### Jégkorong
Férfiak
Az 1929-ben alapított csapat 1961-től az ECAC Hockey tagja volt, emellett a Hockey East konferencia alapító tagja. Az 1980-as években négyszer is megnyerték a Beanpot tornát. Vezetőedzőjük Jim Madigan.
Nők
Az 1980-ban alapított 17-szer nyerte meg a Beanpot tornát.

### Kosárlabda
Férfiak
A csapat 2005 óta a Colonial Athletic Association tagja. 2015-ben megnyerték a CAA tornáját, ezzel részt vehettek az NCAA bajnokságán. Vezetőedzőjük Bill Coen.
Nők
Az 1966–67-es szezonban alapított csapat 1985-ben, 1986-ban, 1987-ben és 1999-ben is részt vehetett a konferenciabajnokságon (1985 és 1987 között Seaboard Conference, 1999-ben America East Conference). 1999-ben továbbjutottak az NCAA tornájára.
Vezetőedzőjük Kelly Cole.

### Baseball
Az 1921-ben alapított csapat 1979 és 2005 között az America East Conference tagja volt. 2018-ban részt vehettek az NCAA I-es divíziójának tornáján.
Vezetőedzőjük Mike Glavine.

### Atlétika
A korábban az America East Conference tagjaként játszó csapat 2006 óta a Colonial Athletic Association tagja. Vezetőedzőjük Tramaine Shaw.

### Evezés
Férfiak
Az 1960-as években alapított férfi csapat többször is részt vett az Eastern Sprints és a National IRA Regatta bajnokságokon. Vezetőedzőjük 2000 óta John Pojednic.
Nők
A női csapat 1997 és 2000 között négyszer vehetett részt az NCAA bajnokságán, 2009-ben, 2011-ben, 2012-ben, 2014-ben és 2015-ben pedig az Eastern Sprints és a CAA tornáin. Vezetőedzőjük 1998 óta Joe Wilhelm.

### Úszás és búvárkodás
Az 1978-ban alapított csapat első vezetőedzője Janet Swanson volt. Jelenlegi vezetőjük Roy Coates.

### Labdarúgás
Férfiak
Az 1984-ben alapított csapat 1998-tól az America East Conference, 2005-től pedig a Colonial Athletic Association tagja. 2012-ben megnyerték a konferenciabajnokságot, ezzel az NCAA tornájának második körébe jutottak tovább.
Vezetőedzőjük Chris Gbandhi.
Nők
Az 1996-ban alapított csapat 2008-ban megnyerte a konferenciabajnokságot, 2013-ban és 2014-ben pedig a CAA tornáját, ezáltal részt vehettek az NCAA bajnokságán. Vezetőedzőjük Ashley Phillips.

### Amerikai futball
A gyenge eredmények, az alacsony érdeklődés, valamint a Parsons Stadion felújításának magas költségei miatt az egyetem kuratóriuma 2009. november 20-án a csapat megszüntetése mellett döntött.

## Klubsportok
Az egyetemen az alábbi sportcsapatok léteznek (zárójelben a nemek szerinti felosztással):
- Alpesisí (férfi, női)
- Asztalitenisz
- Baseball
- Birkózás
- Cheerleading
- E-sport
- Falmászás
- Futás
- Golf
- Görhoki
- Gyeplabda
- Íjászat
- Jégkorong (férfi, női)
- Kerékpározás
- Kosárlabda (férfi, női)
- Krikett
- Labdarúgás (férfi, női)
- Lacrosse (férfi, női)
- Lovaglás
- Lövészet
- Műkorcsolya
- Rögbi (7 vagy 15 fős, férfi, női)
- Röplabda (férfi, női)
- Softball
- Spikeball
- Squash (férfi, női)
- Súlyemelés (férfi, női)
- Taekwondo
- Tánc
- Tenisz (férfi, női)
- Tollaslabda
- Torna
- Triatlon
- Ultimate (férfi, női)
- Úszás (férfi, női)
- Vitorlázás (női, koedukált)
- Vívás
- Vízilabda (férfi, női)

Alpesisí
Az 1971-ben alapított csapat a United States Collegiate Ski and Snowboard Association, valamint az Eastern Collegiate Ski Conference Thopson divíziójának tagja. Az ECSC 2014-es regionális tornáján a nők negyedik, a férfiak pedig ötödik helyezést értek el, így mindként csapat részt vehetett a USCSA nemzeti bajnokságán.
Falmászás
A 2014 tavaszán alapított csapat az USA Climbing főiskolai országos bajnokságán második helyezést ért el. 2015-ben gyorsasági mászás kategóriában elsők lettek.
Rögbi
Az 1984-ben alapított rögbicsapat az East Coast Rugby Conference tagja. A hét tagú rögbicsapat részt vett a 2012-es nemzeti bajnokságon.
Squash
A 2004-ben alapított csapat a College Squash Association tagja. Jelentősebb sikereket 2006-ban, 2014-ben és 2016-ban értek el.
Vitorlázás
Az 1940-ben alapított csapat az ország legrégebbi egyetemi vitorlásklubja. A New England Intercollegiate Sailing Association tagjaként versenyző klubnak női és koedukált csapata van. Első jelentősebb sikerüket 2017 őszén érték el.

## Fordítás
- Ez a szócikk részben vagy egészben  a   Northeastern Huskies című angol Wikipédia-szócikk ezen változatának fordításán alapul.  Az eredeti cikk szerkesztőit annak laptörténete sorolja fel. Ez a jelzés csupán a megfogalmazás eredetét és a szerzői jogokat jelzi, nem szolgál a cikkben szereplő információk forrásmegjelöléseként.